# Ptereleotris evides

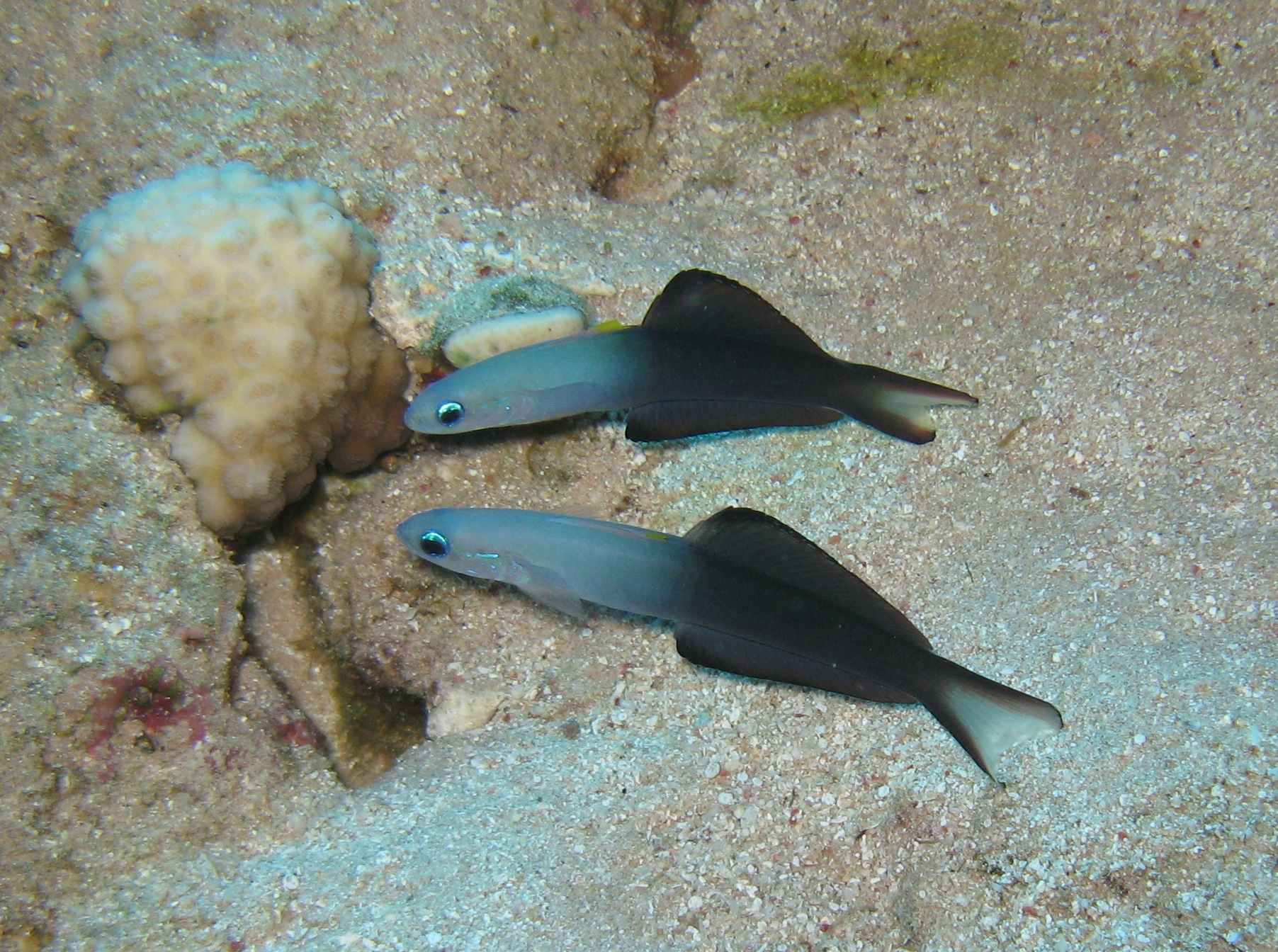
Coppia di adulti

Ptereleotris evides (Jordan & Hubbs, 1925) è un pesce marino appartenente alla famiglia Microdesmidae e alla sottofamiglia Ptereleotrinae.

## Distribuzione e habitat
È una specie Indo-Pacifica comune in baie e lagune atollifere. Il suo areale si estende a nord fino al Giappone (isole Ogasawara) e ad est fino alle isole della Società; è presente anche nel mar Rosso. Vive fino a 15 m di profondità.

## Descrizione
Il corpo, allungato e compresso lateralmente, non supera i 14 cm e presenta scaglie cicloidi; la testa ha un profilo arrotondato e sono presenti striature azzurre iridescenti sull'opercolo.
La colorazione cambia nel corso della vita: gli esemplari giovanili sono grigi-bluastri con una macchia nera alla base del lobo inferiore della pinna caudale; negli adulti, invece, l'intera metà posteriore del corpo è nera, incluse la pinna anale e la seconda pinna dorsale. La prima pinna dorsale è più corta e trasparente con sfumature giallo-arancioni, mentre la pinna caudale è trasparente con i raggi esterni neri.

## Biologia

### Comportamento
Gli esemplari giovanili formano piccoli gruppi, gli adulti sono di solito osservati in coppia. Quando minacciati tendono a fuggire invece di nascondersi.

### Predatori
È preda abituale di Synodus englemani.

### Alimentazione
Si nutre di zooplancton.

### Riproduzione
È monogamo; il maschio sorveglia le uova.

## Conservazione
P. evides è comunemente esportato dalle Maldive per l'acquariofilia; è comunque una specie molto diffusa il cui areale si sovrappone a diverse aree marine protette, quindi la lista rossa IUCN l'ha classificato come "a rischio minimo" (LC) nel 2016.